# Желява (авиабаза)
Желява — крупнейшая подземная авиабаза и аэродром в бывшей Югославии и одна из крупнейших в Европе, ныне заброшена. Располагается на границе Хорватии и Боснии и Герцеговины в районе горы Плешевица, недалеко от боснийского города Бихач.

## История
Сооружение «Объекта 505», более известного как авиабаза Желява или авиабаза Бихач, началось в 1957 году, а завершилось в 1965 году. Государство потратило около 6 миллиардов долларов, что, в нынешних ценах, в 3 раза больше годовых военных бюджетов Сербии и Хорватии вместе взятых, — это делало его одним из самых больших и дорогих военных объектов в Европе.

## Описание
Основной задачей объекта было обеспечение функционирования югославской системы раннего предупреждения. Комплекс был построен так, чтобы выдерживать прямое попадание 20-килотонной ядерной бомбы.

## Стратегическая роль
Преимущества базы обусловлены местоположением её радара — на горе Плешевице, в нервном центре системы ПВО, прикрывавшей воздушное пространство СФРЮ, а, возможно, и большую территорию. Помимо, собственно, хорошо защищённого радара, центра управления, коммуникаций и связанных объектов, к авиабазе относились тоннели, предназначавшиеся для постоянного базирования и обслуживания трёх эскадрилий: 124-й и 125-й истребительных и 352-й разведывательной, оснащённых, соответственно, МиГ-21, МиГ-21бис и МиГ-21Р.
Попасть в 3,5-километровую систему тоннелей можно было через 4 входа, закрывавшихся 100-тонными дверями с воздушным подпором, при этом, три из них предназначались для самолётов. В будущем планировалось переоснастить базу машинами, разрабатывавшимися Югославией по программе Novi Avion.

## Подземный комплекс
Своды туннелей были усилены бетоном для смягчения последствий нападения. Под землёй располагались казармы, генераторы, был доступ к источнику питьевой воды и другим необходимым в военное время объектам и ресурсам. Столовая авиабазы была рассчитана на одновременное обслуживание до 1000 человек; запасы провианта, топлива и боеприпасов позволяли базе автономно функционировать до 30 дней. Снабжение топливом осуществлялось через 20-километровую сеть подземных трубопроводов от склада под Бихачем.

## Сооружения на поверхности
На поверхности объекта находятся 5 ВПП. Непосредственно комплекс защищали с воздуха — многочисленные ЗРК (Куб и др.), с земли — мотопехота и военная полиция. Доступ на базу был строго регламентирован, вплоть до открытия огня по приближающимся без соответствующего разрешения (на практике, конечно, подобное происходило редко). Местный охотничий домик время от времени использовался для отдыха высокопоставленными политиками и военными.

## Разрушение
Аэродром активно использовался в Югославскую войну в начале 1991 года. В ходе отступления ЮНА взорвала базу, приведя в действие специальные посты для взрывчатки, предусмотренные проектом и обустроенные ещё на стадии строительства. Чтобы предотвратить любое использование комплекса в будущем, армия Республики Сербская Краина довершила разрушение базы в 1992 году при помощи дополнительных 56 тонн взрывчатых веществ. От получившегося в результате взрыва близлежащий Бихач испытал подобие землетрясения, а местные жители рассказывали, что дым из туннелей шёл ещё полгода спустя.

## Современное состояние
При посещении Желявы необходимо проявлять осторожность из-за огромного количества мин вокруг базы — даже местная полиция использует эту зону для тренировок кинологических отрядов по разминированию в условиях, максимально приближенных к боевым. В ноябре 2000 г. майор боснийских ВВС подорвался на противопехотной мине PROM-2, пойдя за грибами, и впоследствии умер от ран.
Разрушение объектов базы причинило значительный ущерб окружающей местности, но любые предложения о реконструкции наталкиваются на недостаток ресурсов. К тому же, аэродром находится в непосредственной близости от границы, поэтому часто служит пристанищем нелегальных мигрантов. Постройки на территории деревни Личко Петрово Село находятся под наблюдением хорватской армии, существовали планы устройства военного полигона. Муниципалитет Бихача предложил использовать имеющиеся ВПП для открытия местного аэродрома.

## Галерея

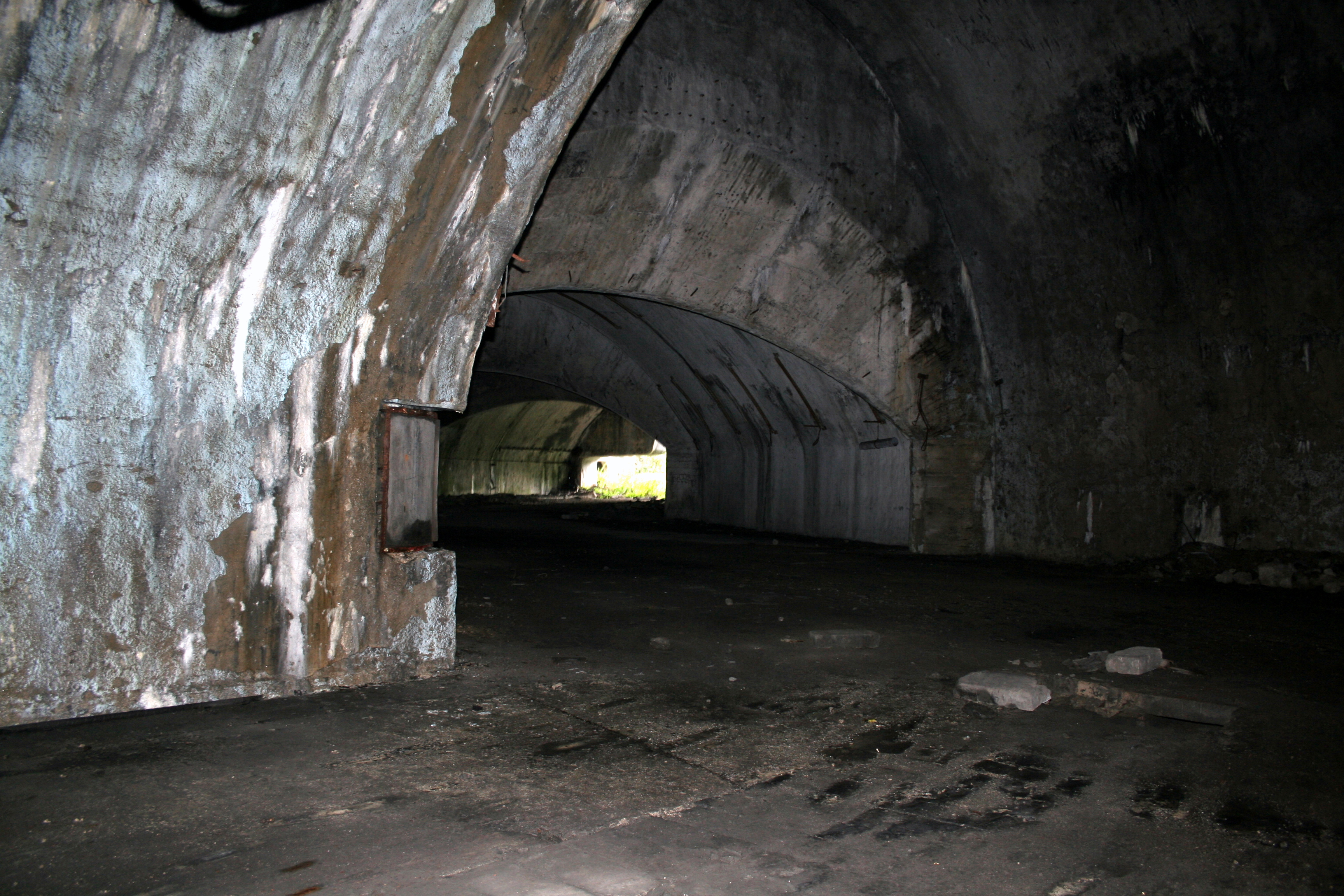
Современное состояние